# Piłka (piłka nożna)

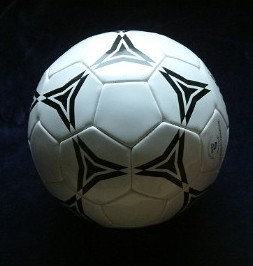
Piłka do gry w piłkę nożną w uproszczonej stylistyce Tango

Piłka – kulisty przedmiot, używany do gry w piłkę nożną. Zgodnie z wymogami piłka musi być sporządzona ze skóry lub innego dozwolonego materiału o obwodzie nie większym niż 70 cm i nie mniejszym niż 68 cm. Może ważyć 410–450 g. Przy rozpoczęciu zawodów piłka musi być napompowana tak, że w jej wnętrzu panuje nadciśnienie od 0,6 do 1,1 atm (0,6–1,1 kG/cm²).
Większość piłek jest zszyta z 32 „łat” (tzw. paneli) ze skóry syntetycznej PU, PVC lub mieszanką PU i PVC. 12 z nich to pięciokąty foremne, a 20 to sześciokąty foremne. Powstaje z nich siatka podobna do siatki dwudziestościanu ściętego, ale ze względu na nadciśnienie wewnątrz, piłka przyjmuje bardziej sferyczny kształt. 
Nowoczesne piłki nożne są zgrzewane termicznie, tworzone ze skóry syntetycznej, w skład której wchodzi głównie poliuretan. Dzięki PU piłka nie chłonie wody, przez co nie staje się cięższa podczas gry na mokrym boisku, co miało miejsce przy użyciu skóry naturalnej.
Pierwsza piłka złożona z 32 łat została zrobiona w latach 50. XX w. Ten typ stał się powszechny w kontynentalnej Europie w latach 60., natomiast poza Europą tego rodzaju piłka – Telstar firmy Adidas – została po raz pierwszy oficjalnie użyta na Mistrzostwach Świata 1970.

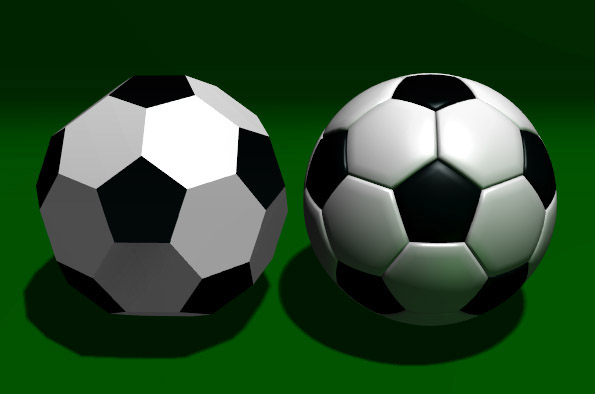
Dwudziestościan ścięty a piłka nożna

Starsze piłki wykonane były z 18 podłużnych kawałków skóry, zasznurowanych by umożliwić dostęp do pęcherza z powietrzem wewnątrz. Taka konfiguracja wciąż jest popularna, np. 26-łatowa Mitre PRO 100T i oficjalna piłka Mistrzostw Świata 2006, 14-łatowa piłka Teamgeist (ośmiościan ścięty). Istnieją również piłki halowe, wykonane z jednego lub dwóch kawałków tworzywa. Często posiadają nadruki przypominające tradycyjną piłkę, szytą ze skóry. 
Pierwotny, czarno-biały wzór piłki miał być dobrze widoczny w telewizorach czarno-białych. Wzór ten, nazywany potocznie „biedronką” jest używany na niektórych piłkach i jako symbol, jednak profesjonalne piłki mają bardziej wymyślne wzory. W 1978 Adidas opracował piłkę Tango, której stylistyka utrzymywała się aż do roku 2002. Piłka Nike Total 90 Aerow ma pierścienie tak pomyślane, by ułatwić bramkarzowi określenie rotacji piłki. „Oficjalne repliki” piłki Teamgeist mają 14-łatowy wzór nałożony na tańszą piłkę złożoną z 28 łat. Oficjalna piłka Ligi Mistrzów, „Finale” Adidasa, ma namalowane gwiazdy. Starsze piłki były jednokolorowe, pierwotnie brązowe, później białe, zwłaszcza na meczach przy sztucznym oświetleniu. Na ośnieżonej murawie używa się piłek w jaskrawych barwach.
Główni producenci piłek:
- Pakistan i Indie – szyte ręcznie,
- Chiny – szyte maszynowo,
- Tajlandia i Tajwan – klejone,
- Korea – zgrzewane.